# HVC in het seizoen 1970/71
Het seizoen 1970/1971 was het 17e jaar in het bestaan van de Amersfoortse betaaldvoetbalclub HVC. De club kwam uit in de Nederlandse Eerste divisie en eindigde daarin op de zevende plaats. Tevens deed de club mee aan het toernooi om de KNVB Beker, hierin werd in de eerste ronde verloren van PSV (0–3).

## Wedstrijdstatistieken

### Eerste divisie
|       | Blauw-Wit | FC Den Bosch '67 | SC Cambuur | D.F.C | Fortuna SC | De Graafschap | GVAV  | Heerenveen | Helmond Sport | Heracles | SVV   | Veendam | Vitesse | Wageningen | Willem II |
| ----- | --------- | ---------------- | ---------- | ----- | ---------- | ------------- | ----- | ---------- | ------------- | -------- | ----- | ------- | ------- | ---------- | --------- |
| Thuis | 2 – 1     | 1 – 2            | 3 – 1      | 0 – 1 | 1 – 0      | 1 – 0         | 0 – 0 | 1 – 1      | 1 – 0         | 2 – 5    | 3 – 2 | 2 – 2   | 1 – 0   | 2 – 0      | 2 – 2     |
| Uit   | 4 – 0     | 2 – 2            | 0 – 0      | 1 – 1 | 1 – 1      | 2 – 0         | 1 – 0 | 0 – 0      | 1 – 0         | 0 – 1    | 5 – 0 | 1 – 0   | 2 – 0   | 1 – 3      | 1 – 1     |

### KNVB beker
| 1e ronde                                      | HVC | 0 – 3 (0 – 0) | PSV                                               |
| 16 augustus 1970 Plaats: Amersfoort Birkhoven |     |               | 80', 87' Willy van der Kuijlen 89' Johan Devrindt |

## Statistieken HVC 1970/1971

### Eindstand HVC in de Nederlandse Eerste divisie 1970 / 1971
| Stand | Gespeeld | Gewonnen | Gelijk | Verloren | Punten | Doelpunten voor | Doelpunten tegen |
| ----- | -------- | -------- | ------ | -------- | ------ | --------------- | ---------------- |
| 7e    | 30       | 10       | 10     | 10       | 30     | 31              | 39               |

### Topscorers
| #      | Naam              | Goal |
| ------ | ----------------- | ---- |
| 1.     | Bert Middelkoop   | 6    |
| 2.     | Herman Veenendaal | 5    |
| 3.     | Aart Gerritsen    | 4    |
| 3.     | Serry Nieuwhoff   | 4    |
| 5.     | Ruud Maas         | 3    |
| 6.     | Tini van Reeken   | 2    |
| 6.     | Co Willigenburg   | 2    |
| 8.     | Ben Aarts         | 1    |
| 8.     | Eddy Tanis        | 1    |
| 8.     | Joop Wildbret     | 1    |
| 8.     | Peter Wiskie      | 1    |
| 8.     | Jan Witzand       | 1    |
| Totaal | Totaal            | 31   |

| #      | Naam        | Goal |
| ------ | ----------- | ---- |
| –      | Geen speler | 0    |
| Totaal | Totaal      | 0    |